# Federazione di baseball di Samoa
La Federazione samoana di baseball (eng. Samoa Baseball Association, SBA) è un'organizzazione fondata per governare la pratica del baseball e del softball a Samoa.
Organizza il campionato maschile e di softball femminile, e pone sotto la propria egida la nazionale maschile e di softball femminile.